# Лонке (Любуське воєводство)
Лонке (пол. Łąkie, нім. Lanken) — село в Польщі, у гміні Скомпе Свебодзінського повіту Любуського воєводства.
Населення — 143 особи (2011).
У 1975-1998 роках село належало до Зеленогурського воєводства.

## Демографія
Демографічна структура станом на 31 березня 2011 року:
|          | Загалом | Допрацездатний вік | Працездатний вік | Постпрацездатний вік |
| -------- | ------- | ------------------ | ---------------- | -------------------- |
| Чоловіки | 82      | 15                 | 60               | 7                    |
| Жінки    | 61      | 10                 | 39               | 12                   |
| Разом    | 143     | 25                 | 99               | 19                   |